# Orgáni
Orgáni, en grec moderne : Οργάνη, est un village et un ancien dème du district régional de Macédoine-Orientale-et-Thrace en Grèce. En 2010, à la suite du programme Kallkratis, il est fusionné au sein du dème d'Arrianá.
Selon le recensement de 2021, la population de l'ancien dème devenu district municipal compte 1 785 habitants tandis que celle du village s'élève à 459 habitants.